# فروکتوئوس ژلابرت
فروکتوئوس ژلابرت (کاتالونیایی: Fructuós Gelabert؛ ۱۵ ژانویهٔ ۱۸۷۴ – ۲۵ دسامبر ۱۹۵۵) مخترع، فیلم‌نامه‌نویس، و کارگردان فیلم اهل اسپانیا بود.
وی بیش از ۱۰۰ فیلم کارگردانی کرده‌است، که از آن میان می‌توان به «روح شکنجه‌شده» (۱۹۱۷) اشاره کرد.